# Рени
Рени́ (укр. Рені) — город в Измаильском районе Одесской области Украины, административный центр Ренийской городской общины. До 2020 года был в составе упразднённого Ренийского района.
Город расположен на левом берегу Дуная. Расстояние до Одессы: по железной дороге — 321 км, по автодорогам — 280 км. До Киева по автодорогам — 760 км.
Самый западный населённый пункт на территории Одесской области.
В городе расположена приграничная железнодорожная станция Рени.

## История

### Древняя история
Найденные на территории города археологические памятники относятся к четвёртому столетию до нашей эры. Двигаясь в западном направлении, люди образовали вначале поселения у озера Ялпуг, потом достигли реки Прут, основав недалеко от её впадения в Дунай нынешний город Рени, который прошёл период древнегреческой колонизации. Во втором веке до нашей эры сюда пришли римляне. В нижнем течении Дуная они сооружали крепости, служившие плацдармом для расширения своих границ.
Об истории названия города Рени нет единого мнения среди историков и краеведов. Большая часть из них является сторонником славянского происхождения топонима Рени. Другая сторона придерживается латинского происхождения этого слова.
В настоящее время господствует основная гипотеза о происхождении названия города — славянская: рень — пристань. Однако есть и другая версия — романская. Историки считают, что нынешнее название города происходит от романского слова arena (арена), которое впоследствии генуэзско-венецианские купцы преобразовали в Рени. Оно обозначает песчаное место, удобное для стоянки судов, то есть — порт, гавань. Ведь со II века до нашей эры и вплоть до 271 г. — III века уже новой эры эта территория входила в состав Римской империи — провинции Нижняя Мёзия. Проживающие здесь гето-даки за это время забыли свой родной язык — язык племени Децебала — и перешли на латинский. Поэтому при основании поселения, ещё до прихода сюда славян, а именно на левом берегу Дуная ниже нынешнего порта, ему было дано название RENIE, что на латинском и современном итальянском языках означает песок. Этой версии придерживаются краеведы Валерий Кожокару, Ярослав Козырь и исследователь из Кишинёва Виталий Пастух-Коболтяну. Последний в 2008 году обнаружил в одном из архивов Кишинёва ещё одно название Рени времён гето-даков — Тамасидава. Выяснить значение этого слова трудно, ведь язык гето-даков давно вымер и не имел письменности. Однако доподлинно известно, что окончание «дава» имеет значение «город», «селение», как у славян «город», «град» или греков «полис».

На основании карты, составленной в соответствии с трудом Клавдия Птолемея и опубликованной в «Cosmographia: mit Widmungsvorrede an Papst Paulus II. von Nicolaus Germanus. Mit Registrum alphabeticum und Ergänzungen von Johann Reger. Holzschnittkarten von Johannes aus Armsheim nach Vorlagen von Nicolaus Germanus By Claudius Ptolemaeus» 1486г., можно допустить, что предшественником современного г.Рени во времена гето-даков был г.Пироборидава (Piroboridaua). Известно, что города Заргидава (Zargidaua), Тамасидава (Tamasidaua) и Пироборидава располагались, с севера на юг, на левом берегу р.Хиерассус (Hierassus) и входили в состав римской провинции Нижняя Мёзия (Moesia (Misia) Inferior). В средневековых источниках р.Хиерассус связывали с р.Прут (Pruth), хотя современники утверждают, что это р.Сирет (Serethus, Siret). Разрешить это разногласие можно с помощью расположения г.Диногетия (Dinogetia), который находился в той же провинции Нижняя Мёзия на правом берегу р.Данубиус (Danubius, совр. р.Дунай) юго-западнее устья р.Хиерассус. Сегодня г.Диногетия археологически идентифицирован и расположен в Румынии на правобережье р.Дунай юго-западнее устья р.Прут, подтверждая при этом правильность определения р.Хиерассус в средневековье. По К.Птолемею, г.Пироборидава находился в устье р.Хиерассус (совр. р.Прут) недалеко от г.Палода (Paloda, вероятно, совр. г.Галац). По средневековым картам: Игнацио Данти «Livonia et Litvania» представленной в зале географических карт Палаццо Веккьо во Флоренции 1565г., Герарда Меркатора «Walachia, Servia, Bulgaria, Romania» опубликованной в «Italiae, Sclavoniae, et Graeciae tabule geographice» 1589г., а также Георгиуса Рейчерсдорффера «Moldaviae, finitimar vmq regionum typus» опубликованной в «Martini Broniouii, de Biezdzfedea, bis in Tartariam nomine Stephani Primi Poloniae Regis legati, Tartariae descriptio» 1595г., г.Рен (Ren) находился в устье р.Прут и вероятно являлся преемником г.Пироборидава.

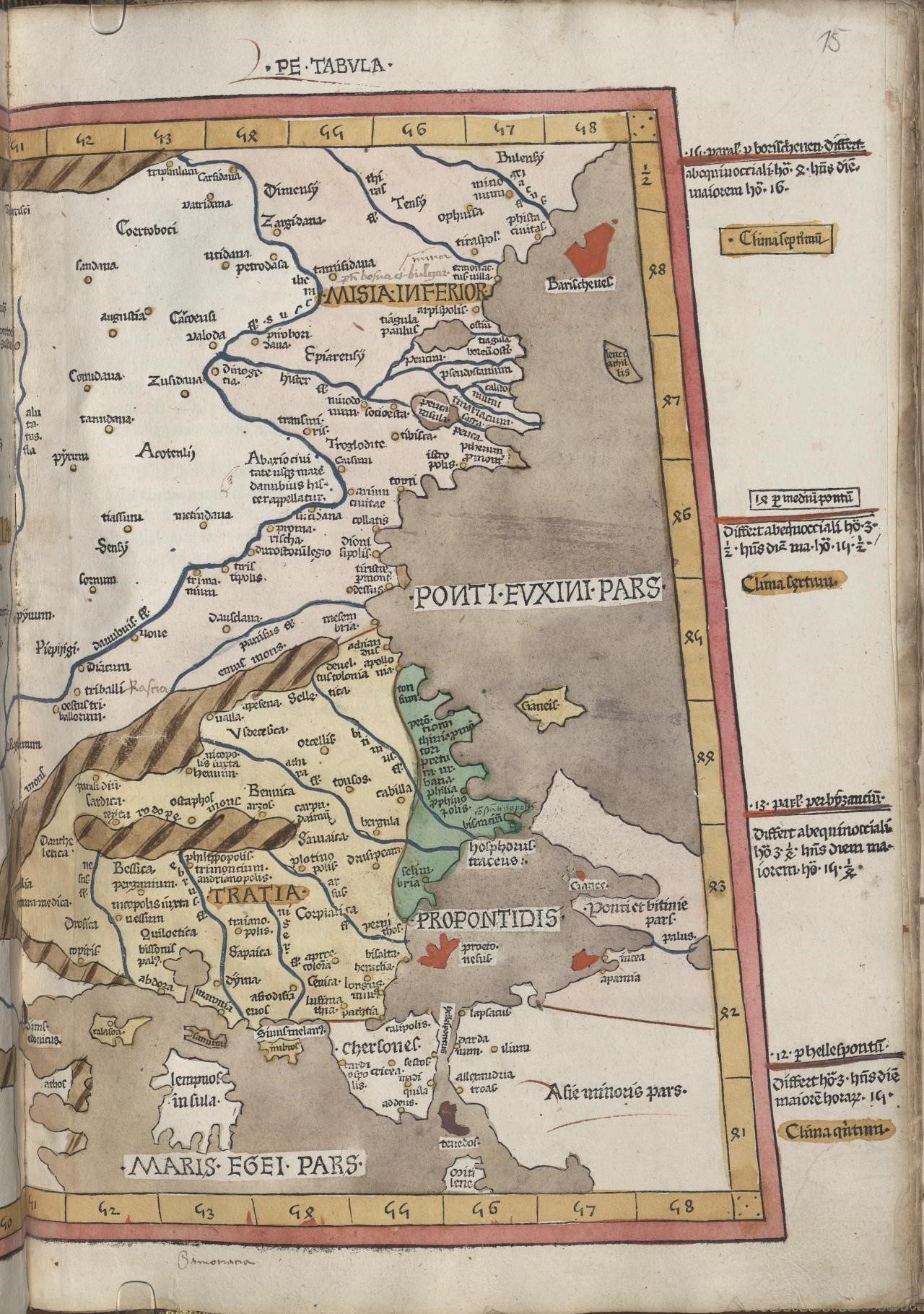
"Карта Нижней Мёзии и Фракии", Клавдий Птолемей, (копия) 1486г.

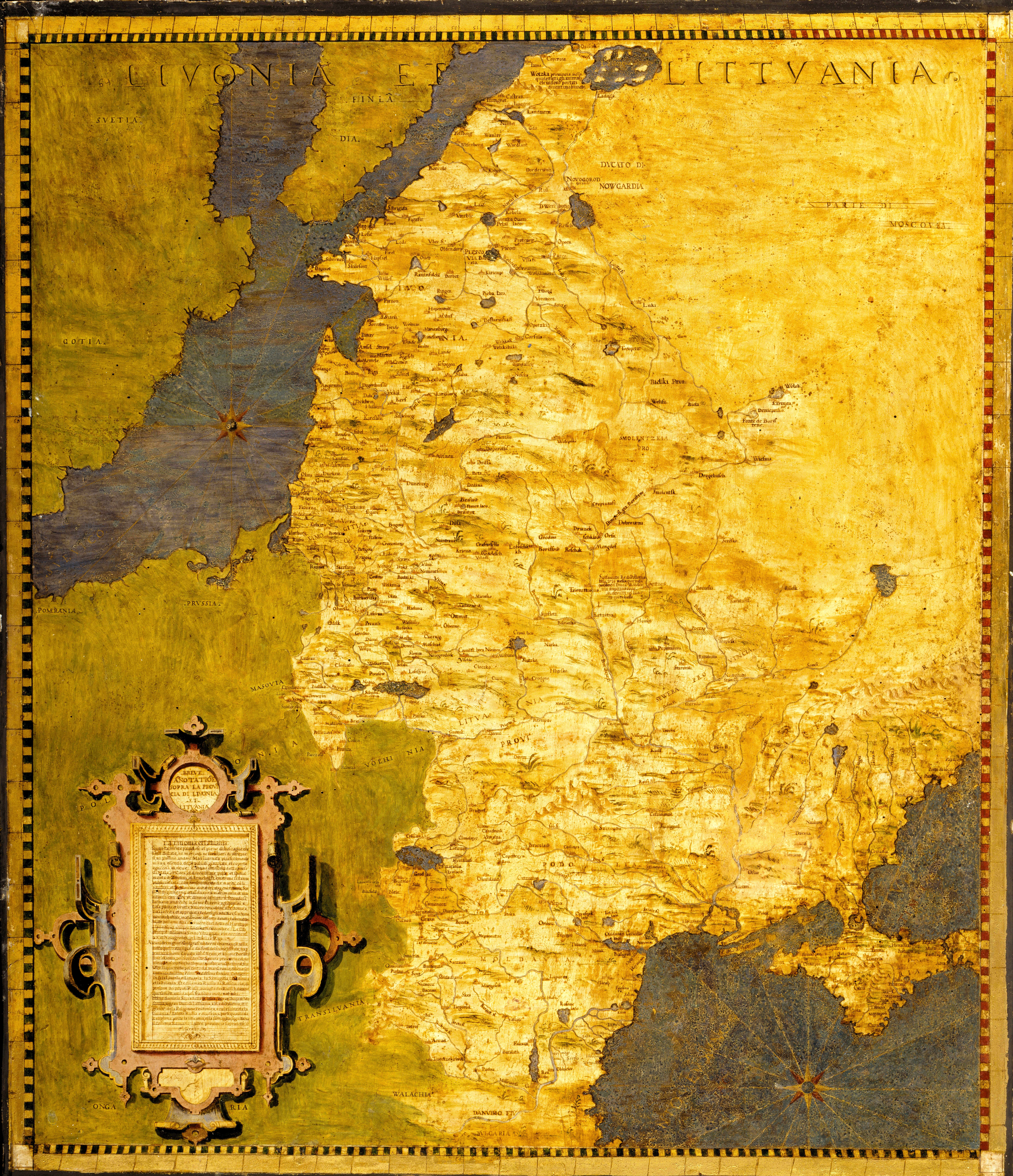
"Карта Ливонии и Литвы" Игнацио Данти, 1565г.

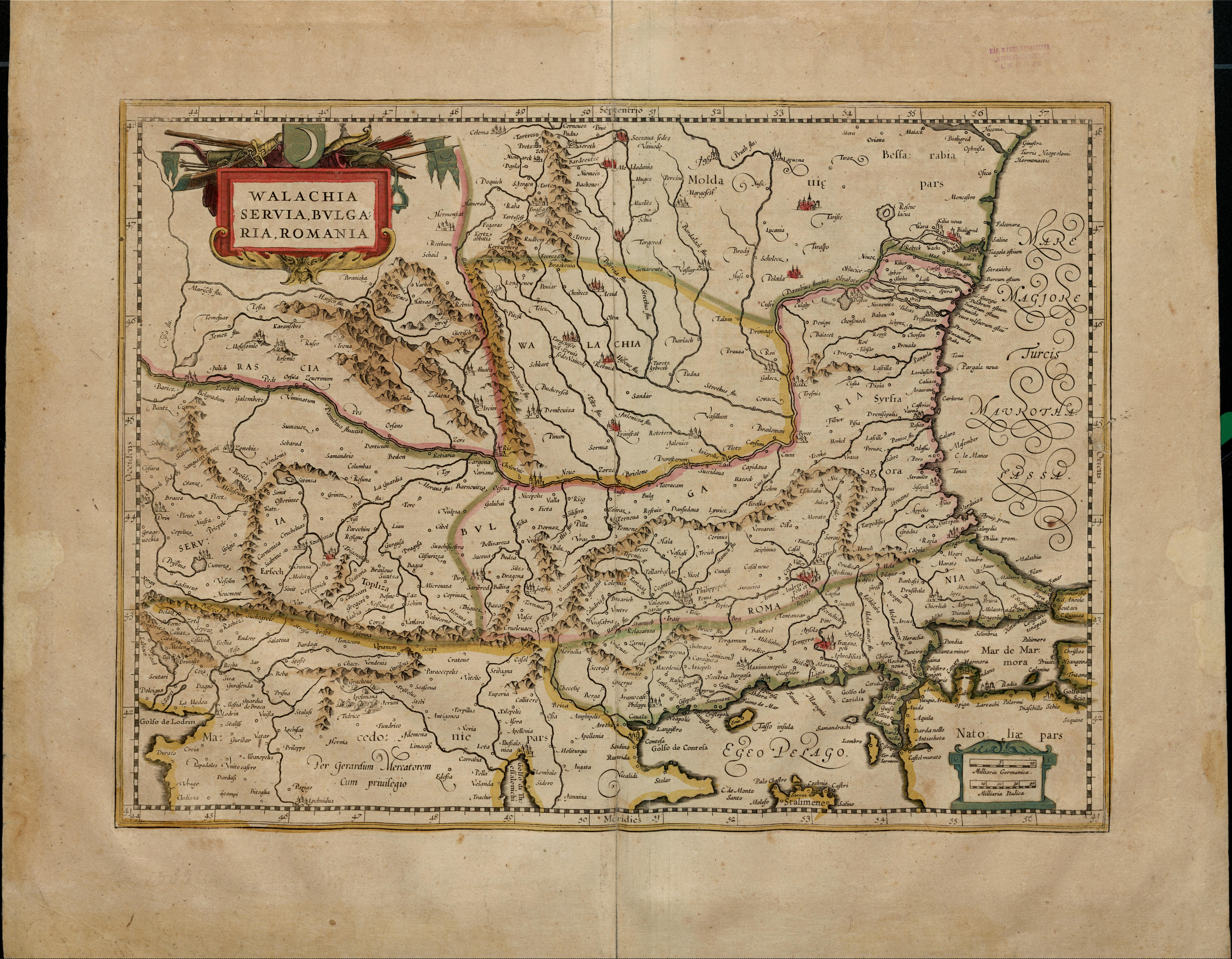
"Карта Валахии, Сербии, Болгарии и Румынии" Герард Меркатор, 1589г.

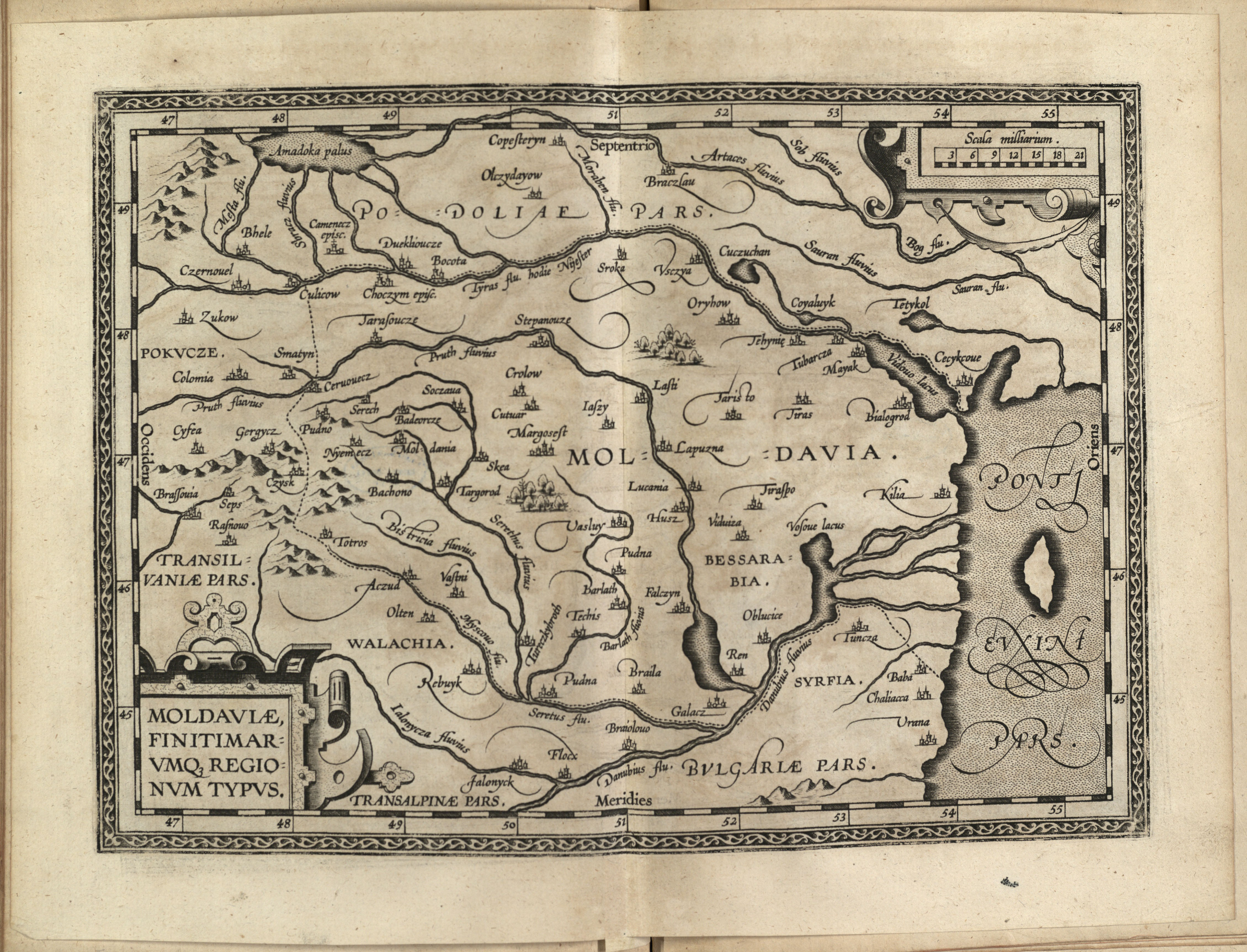
"Карта Молдавии" Георгиус Рейчерсдорффер, 1595г.

Очень интересна версия знаменитого антиковеда-ренийца, профессора Санкт-Петербургского университета Аристида Доватура. Он утверждал, что слово «рень» происходит от греческого «эриень», что обозначает свиток или рулон. По его мнению, на месте Рени в V веке до н. э. находился город Эриени. Это был период древнегреческой колонизации Северо-Западного Причерноморья. Подтверждением права на существование этой версии являются записи: "Tamarovo, Erien oder Ren" в периодическом издании "Reales Staats- Zeitungs und Conversations-Lexicon" XVIII в. и "Тур. Томарово, Греч. Эрине – нынѣ Рени" в историко-литературном журнале "Русскїй архивъ" 1902г., а также положение обозначения "Tamarovo, Eriene ou Ren" на карте Гийома Делиля "Carte de la Hongrie" 1703г., которое соответствует положению г.Рени на современной карте.

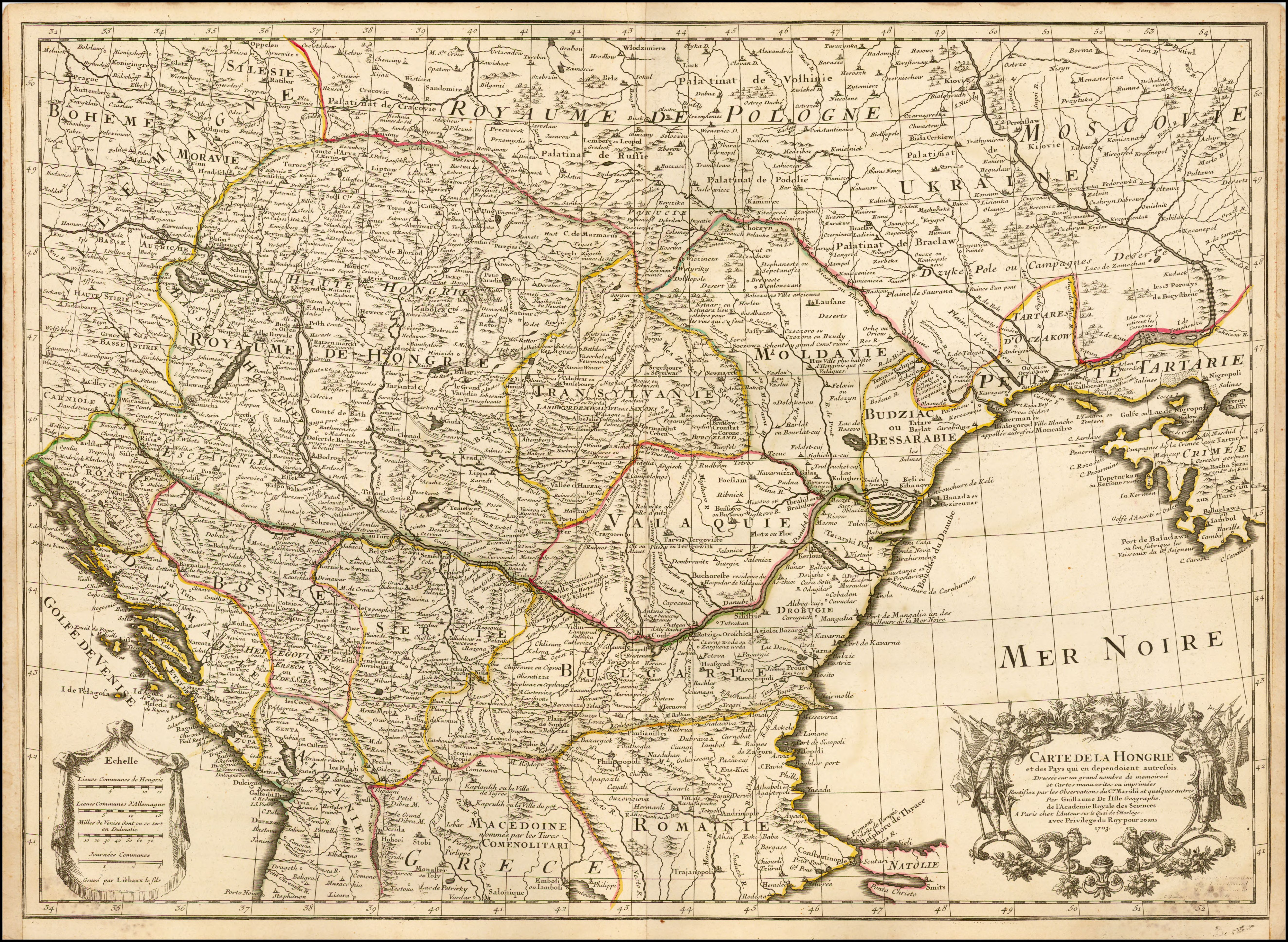
"Карта Венгрии" Гийом Делиль, 1703г.

Турки, будучи хозяевами этого края в течение XVI—XVIII веков, переименовали Рени в Томарово, что в переводе также означает свиток или рулон. Это говорит о том, что в этом месте Дуная происходил значительный вывоз кож. Они для удобства перегрузки и транспортировки в трюмах судов сворачивались в тюки.
Известный римский географ Касторий утверждал, что в начале IV века на берегу Дуная поселились восточные славяне. Об этом писал и русский летописец Нестор, автор «Повести временных лет». В то же время между Бугом и Дунаем жили славянские племена — тиверцы и уличи.
После распада Римской империи город вошёл в состав Византии.

### В составе Киевской Руси и Галицко-Волынского княжества (IV—XII)
Восточные славяне стали селиться на берегу Дуная в начале IV века. В X—XII веках Рени входил в состав Киевской Руси, а затем Галицко-Волынского княжества и, позже, княжества Молдавского. Краем его задела и монгольская Золотая Орда.

### В составе Османской империи (1621—1812)
В 1574 году армия под командованием казацкого атамана Сверчковского вела кровопролитные бои с турками. В битве, произошедшей в 3 км от Рени около озера Кагул, турки были разбиты. Но в 1621 году город всё же был завоёван турками, которые дали ему название Томарово (это название до сих пор известно жителям местных сёл Ренийского района). Рени пришлось пережить и многочисленные набеги крымских татар. Благодаря изданию «Отрывки из историческаго сочинения Давида Лехно» А.Я.Гаркави 1882г., известно, что г.Томарово был разрушен в результате мятежа крымского хана Девлет-Гирея против турецкого султана Махмуда II в 1703г. В 1768 году началась русско-турецкая война, закончившаяся победой русской армии под командованием русского фельдмаршала Румянцева, разгромившие в три раза превосходившую турецкую армию. В этой армии сражался будущий великий полководец Михаил Кутузов, впоследствии одержавший победу над Наполеоном. Всех этих знаменитых людей знали улицы древнего города. Возможно, что его жители могли видеть и полководца Александра Васильевича Суворова, под командованием которого было осуществлено взятие крепости Измаил, расположенной в 70-ти километрах от Рени, а также ряд других побед над турками. В 1949 году на месте Кагульского сражения был установлен памятник при выезде в город Вулканешты (Молдавия), на мемориальной доске которого выгравировано: «Памятник сей незабвенной битвы, в которой навсегда пали свирепые янычары, несколько столетий стращавшие народы Европы и Азии».
Кючук-Кайнарджийский мир передавал Российской империи причерноморские земли между Днестром и Южным Бугом. Освобождение придунайских земель от турок  в частности казаками из региона Запорожья. Население южной части Бессарабии значительно возросло за счёт украинцев и россиян северных губерний, убегавших от своих помещиков.
Но Бессарабия всё ещё оставалась под властью Османской империи. И только в 1812 году по Бухарестскому мирному договору Рени был передан Российской империи, причём первые несколько лет (до 1818 года) был центром особого Томаровского цинута.

### В составе Молдавского княжества (1856—1862)
По условиям Парижского мира, завершившего Крымскую войну, Рени был передан в состав Молдавского княжества.

### В составе Румынии (1862—1877)
С присоединением Молдавского княжества к Румынии город стал частью румынского государства.

### В составе Российской империи (1877—1917)
В этот период Рени входил в состав Российской империи (Бессарабская губерния). Население Придунавья значительно возросло за счёт казаков, которые хлынули сюда после ликвидации в начале XIX века Запорожской Сечи.
В 1849 году Ренийский порт принял 30 морских торговых судов.
В 1886 году в Рени по Дунаю вывезли болгарского князя Александра I Баттенберга после переворота 8—9 августа и принуждения к отречению от престола. Александр Баттенберг вернулся в Болгарию уже 17 августа, но в итоге подтвердил отречение и 26 августа покинул Болгарию навсегда.
По данным переписи 1897 года население города составляло 6941 человек. Родным языком указывали молдавский — 2612, украинский — 1372, русский — 1190, еврейский — 730, болгарский — 650, греческий — 139, турецкий (гагаузский) — 103, польский — 75.
В октябре 1915 года царь Николай II с сыном выезжал в действующую армию, а затем отправился в города, где работала военная промышленность: Одессу, Тирасполь, Рени, Херсон, Николаев.

### В составе Румынии (1918—1940)

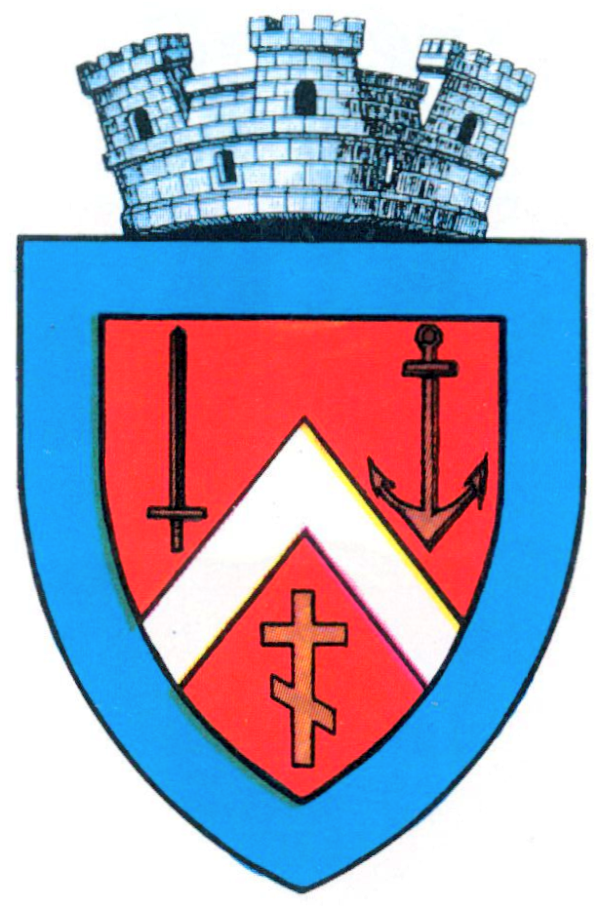
Румынский герб Рени, принятый в 1932 году.

В декабре 1917 года Бессарабия была взята под контроль румынскими войсками и в 1918 году Рени вошёл в состав Румынии.
В 1937 году население Рени составляло 12 761 человек. В 1932 году был утверждён румынский герб города.

### В составе УССР (1940—1991)
В 1940 году Рени вошёл в состав СССР.
После начала Великой Отечественной войны летом 1941 года был оккупирован немецко-румынскими войсками. В период оккупации в городе были созданы два концентрационных лагеря (лагерь «К» для мирного населения и лагерь «Dulag» для советских военнопленных).
В 1944 был освобождён советскими войсками.
С середины 1950-х годов город прошёл период бурного развития. Морской порт Рени стал крупным транспортным узлом. Рени превратился в индустриально развитый районный центр. В 1974 году численность населения города составляла 21,3 тыс. человек, основой экономики являлись торговый порт, предприятия железнодорожного транспорта и пищевой промышленности.

### Независимость Украины (с 1991)
С 1991 года Рени, как и многие города на постсоветском пространстве, переживал экономический упадок, который с течением времени сменился стабилизацией и некоторым экономическим ростом. Снова окрепла транспортная отрасль, Рени утвердил звание мощного транспортного узла на Дунае. В городе развивается агробизнес и перевалка транзитных грузов в порту.
В ночь на 24 июля 2023 года, в ходе вторжения России на Украину, российские войска нанесли по морской инфраструктуре удар шахедами, в ходе которого был впервые повреждён и порт Рени.

## Уроженцы
- Александр Николаевич Дейч, советский астроном. (Малая планета 1792 Reni, открытая Л. И. Черных 24 января 1968 года в Крымской астрофизической обсерватории, названа так по просьбе Дейча в честь места его рождения).
- Аристи́д Дова́тур, советский историк античности, филолог.
- Вейнбаум, Григорий Спиридонович, российский революционер, большевик, борец за установление Советской власти в Сибири.
- Рудольф Ильич Капланский, молдавский эстрадный певец.
- Йосл Лернер, еврейский поэт (идиш).
- Чаба Катона (Csaba Katona), венгерский историк (р.1971)

## Экономика
В городе Рени есть порт, нефтебаза, две железнодорожные станции. Имеется хлебозавод, мясокомбинат, а также винзавод, прочие предприятия коммунального хозяйства. С 2013 года действует солнечная электростанция мощностью 43,8 МВт.

### Промышленность
Предприятия для обслуживания железнодорожного транспорта, морской торговый порт, пищевая промышленность.

## Галерея

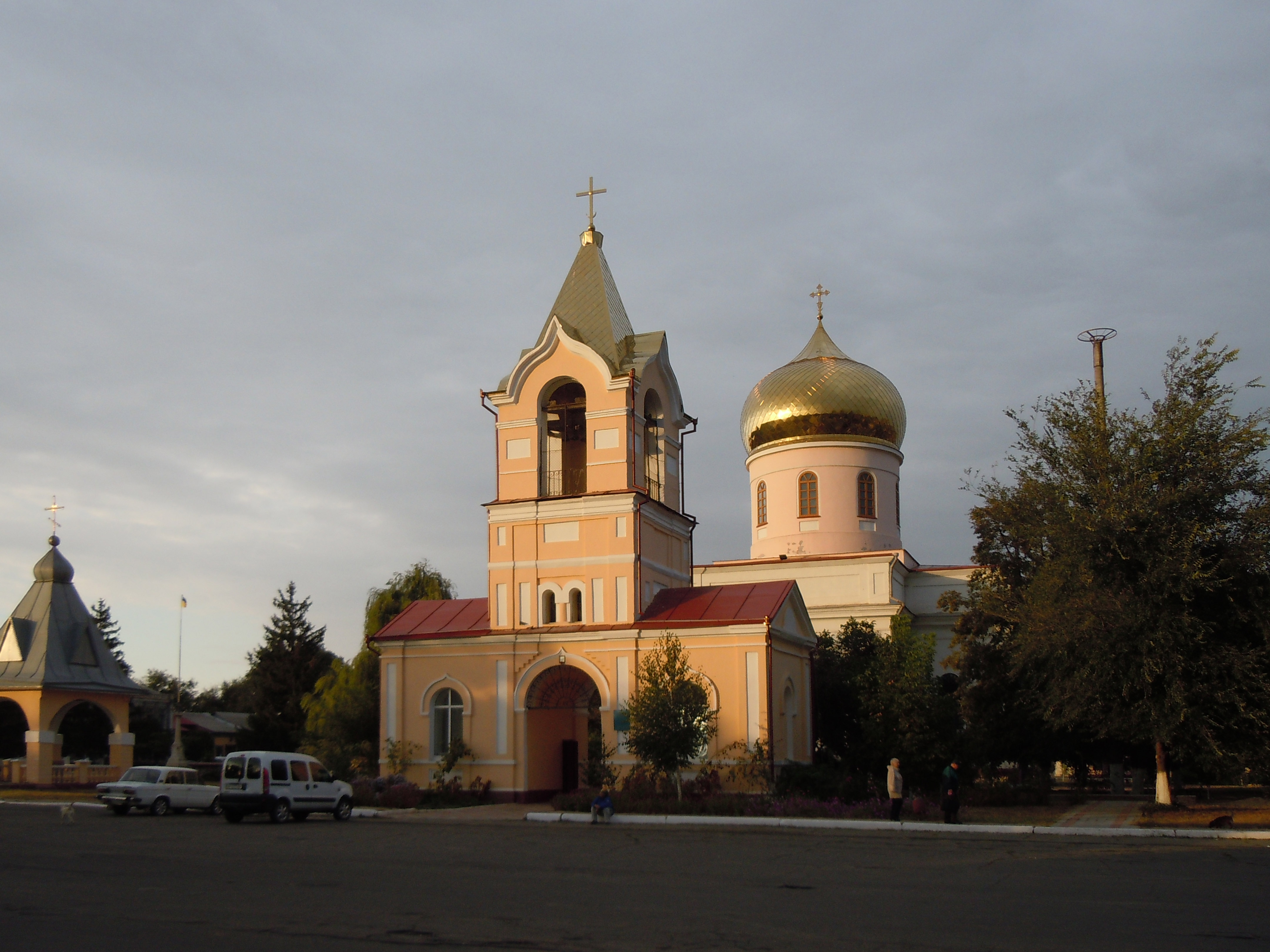
Свято-Вознесенский собор
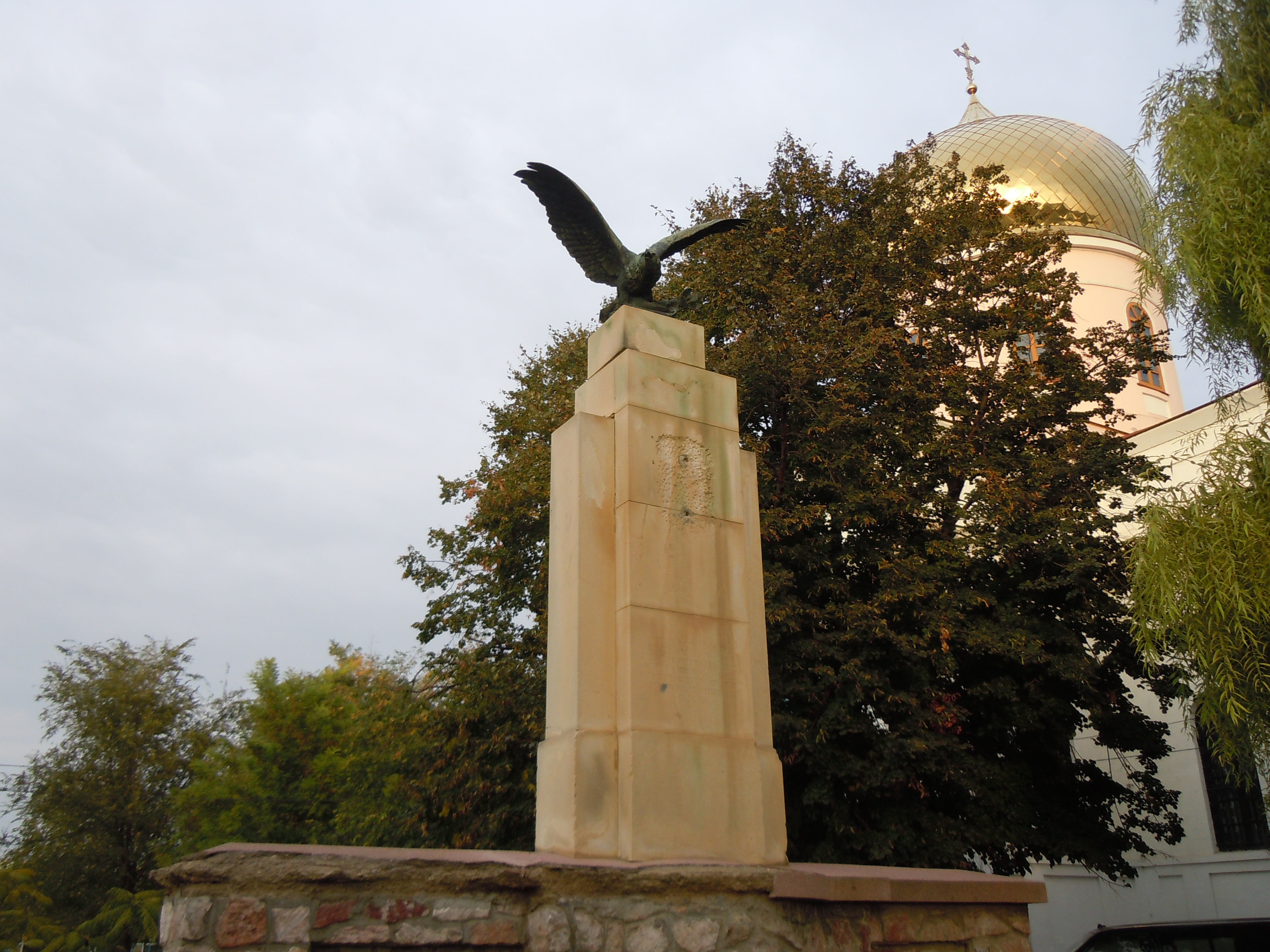
Памятник погибшим в русско-турецкой и I мировой войне на площади Свободы
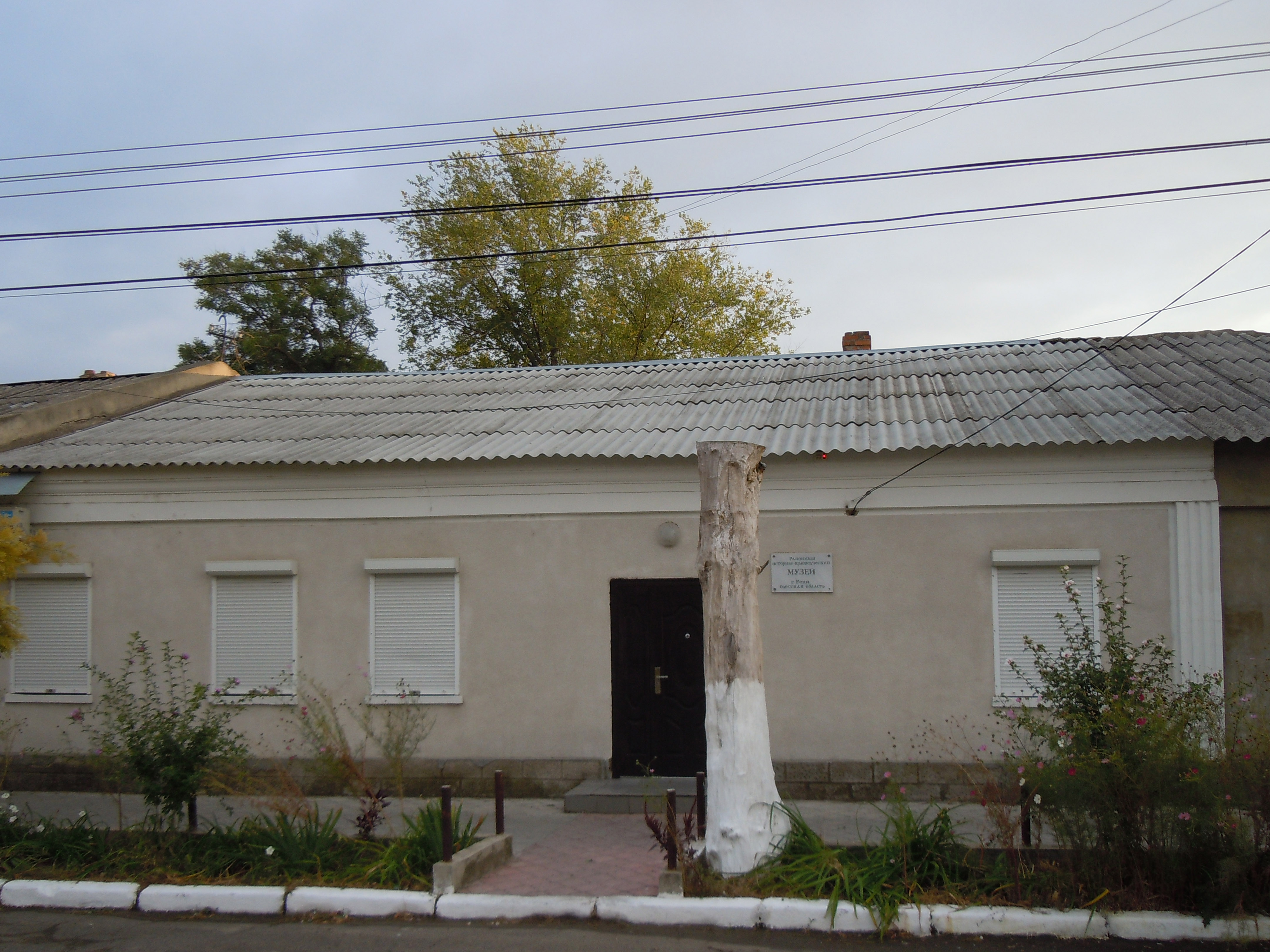
Историко-краеведческий музей
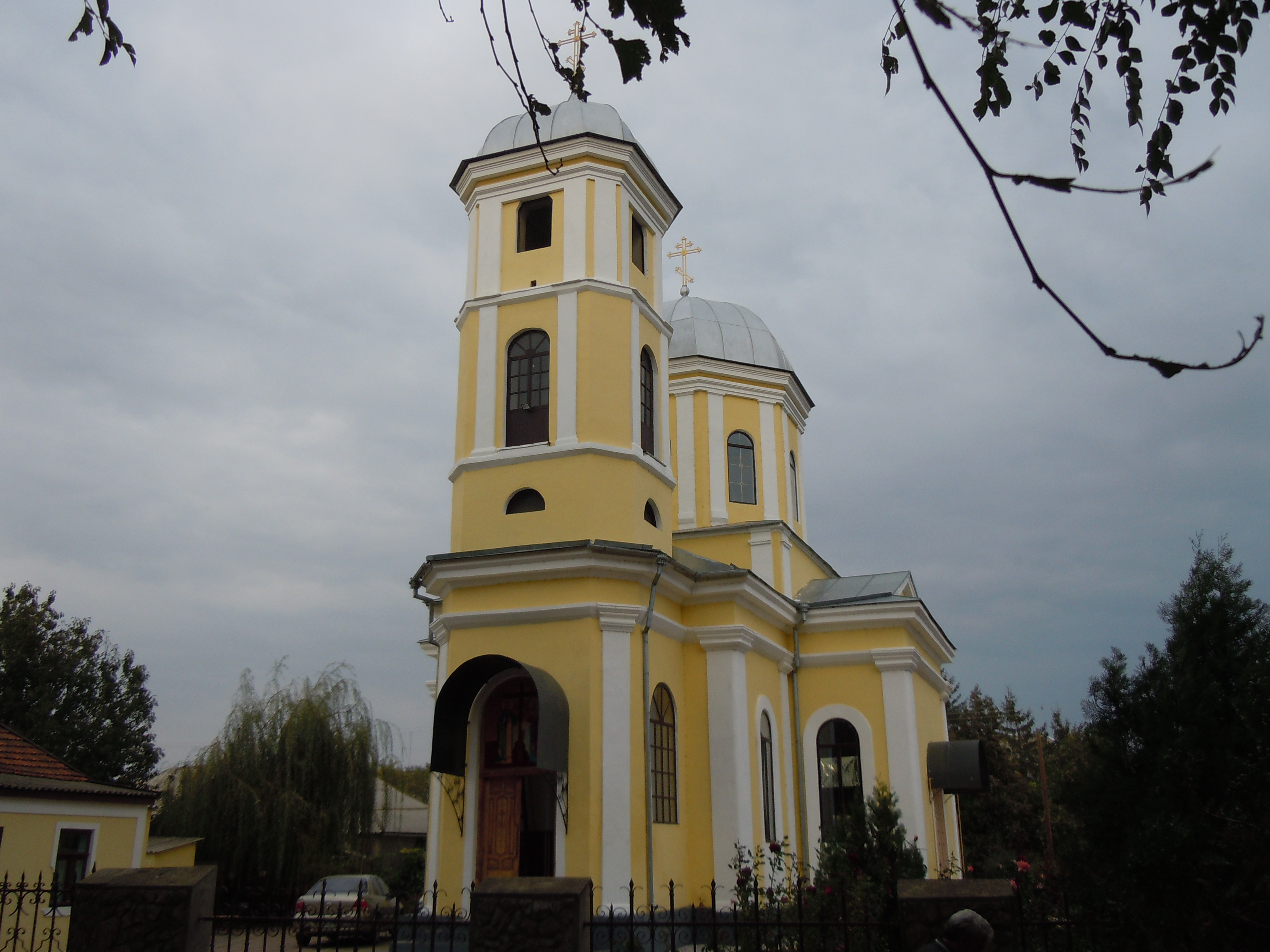
Церковь Святых Константина и Елены

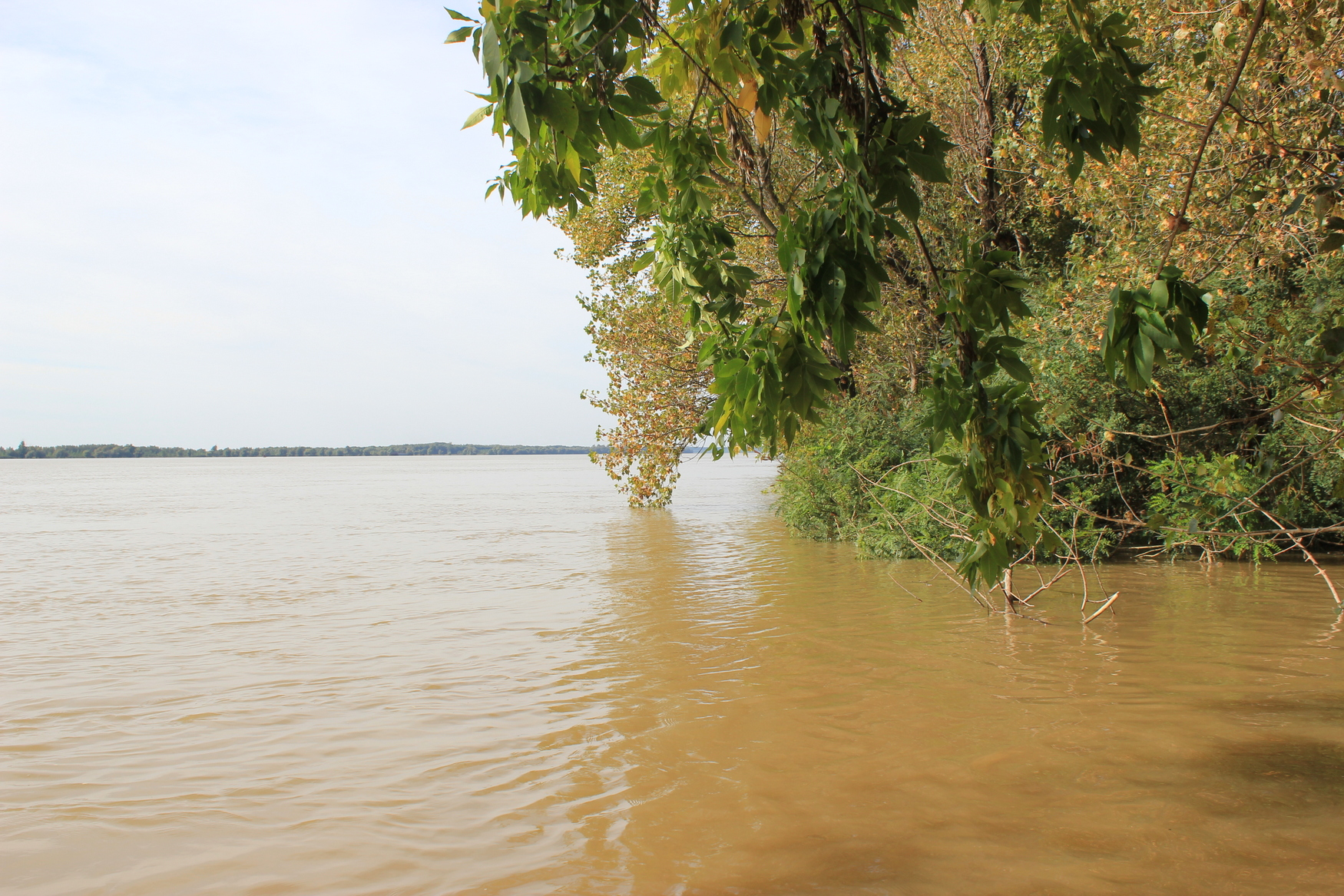
Дунай в Рени
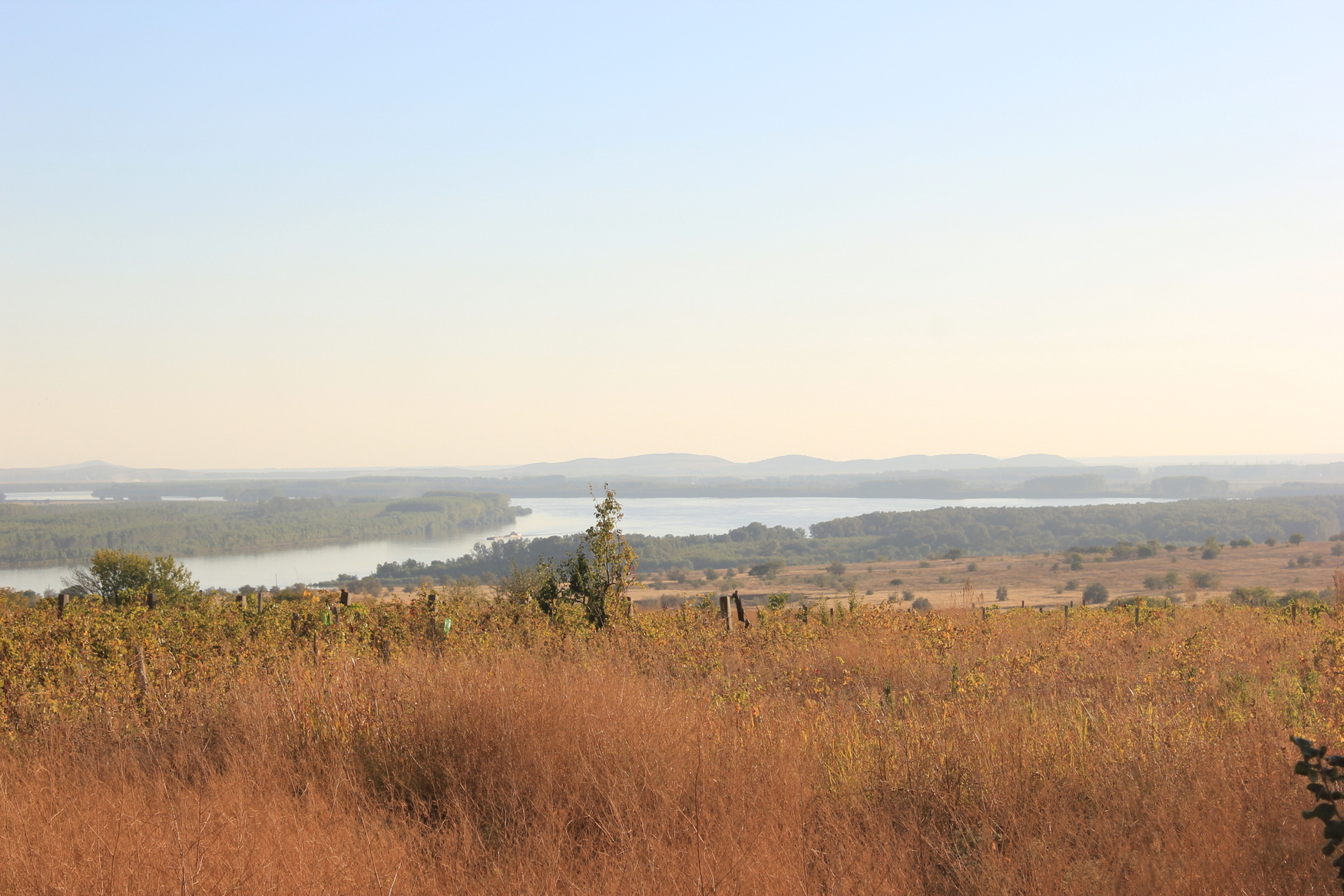
Дунай в Рени, недалеко от румынской границы